# Булгаковське сільське поселення (Кочкуровський район)
Булга́ковське сільське поселення (рос. Булгаковское сельское поселение) — муніципальне утворення у складі Кочкуровського району Мордовії, Росія. Адміністративний центр — село Булгаково.

## Населення
Населення — 621 особа (2019, 637 у 2010, 684 у 2002).

## Склад
До складу поселення входять такі населені пункти:
| Населений пункт          | Населення, осіб (2002) | Населення, осіб (2010) |
| ------------------------ | ---------------------- | ---------------------- |
| Булгаково, село          | 601                    | 585                    |
| Внуковка, присілок       | 40                     | 26                     |
| Вороб'євка, присілок     | 16                     | 15                     |
| Зарічний, селище         | 5                      | 7                      |
| Нова Нечаєвка, селище    | 15                     | 3                      |
| Стара Нечаєвка, присілок | 7                      | 1                      |